# Barbra Streisand

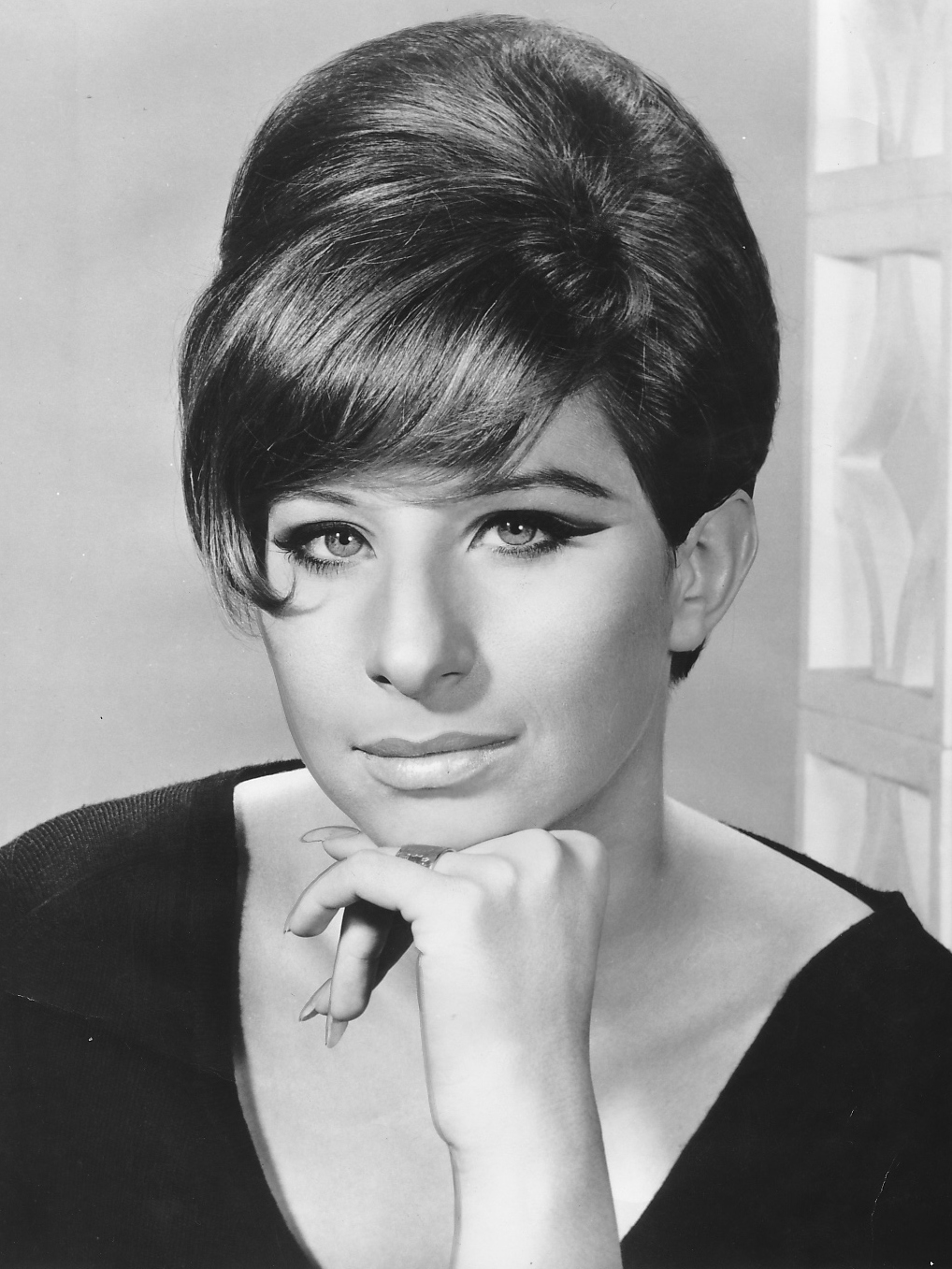
Barbra Streisand în 1966

Barbra Joan Streisand (/ˈstraɪsænd/; născută Barbara Joan Streisand; n. 24 aprilie 1942, New York City, New York, SUA) este o cântăreață, autoare, actriță, regizoare și producătoare de film americană, laureată a 2 premii Oscar, 8 premii Grammy, 5 premii Emmy, un premiu Globul de Aur, un Special Tony Award, un premiu AFI, și câte un premiu Kennedy, și Peabody, și este una din cele 12 artiste care au câștigat deopotrivă premii Oscar, Emmy, Grammy și Tony (câte cel puțin unul de fiecare).

## Premii muzicale
Lucrările lui Streisand au fost nominalizate de 40 de ori la Premiile Grammy, dintre care ea a câștigat 8 premii, inclusiv două premii speciale. Ea a fost inclusă de trei ori în Grammy Hall of Fame. În 2011, Barbra a fost onorată cu MusiCares Person of the Year de către Fundația Grammy.
| An   | Premiu                 | Categorie                                                  | Lucrare                                          | Rezultat      |
| ---- | ---------------------- | ---------------------------------------------------------- | ------------------------------------------------ | ------------- |
| 1963 | Premiile Grammy        | Album of the Year                                          | The Barbra Streisand Album                       | Câștigat      |
| 1963 | Premiile Grammy        | Best Female Vocal Performance                              | The Barbra Streisand Album                       | Câștigat      |
| 1963 | Premiile Grammy        | Record of the Year                                         | "Happy Days Are Here Again"                      | Nominalizare  |
| 1964 | Premiile Grammy        | Best Female Vocal Performance                              | People                                           | Câștigat      |
| 1964 | Premiile Grammy        | Album of the Year                                          | People                                           | Nominalizare  |
| 1964 | Premiile Grammy        | Record of the Year                                         | People                                           | Nominalizare  |
| 1965 | Premiile Grammy        | Best Female Vocal Performance                              | My Name Is Barbra                                | Câștigat      |
| 1965 | Premiile Grammy        | Album of the Year                                          | My Name Is Barbra                                | Nominalizare  |
| 1966 | Premiile Grammy        | Best Female Vocal Performance                              | Color Me Barbra                                  | Nominalizare  |
| 1966 | Premiile Grammy        | Album of the Year                                          | Color Me Barbra                                  | Nominalizare  |
| 1968 | Premiile Grammy        | Best Contemporary-Pop Vocal Performance                    | Funny Girl Soundtrack                            | Nominalizare  |
| 1970 | AGVA Georgie Award     | Entertainer of the Year                                    | —                                                | Câștigat      |
| 1972 | Premiile Grammy        | Best Pop Female Vocal Performance                          | "Sweet Inspiration / Where You Lead"             | Nominalizare  |
| 1972 | AGVA Georgie Award     | Singing Star of the Year                                   | —                                                | Câștigat      |
| 1975 | People's Choice Awards | Favorite Female Singer of the Year                         | —                                                | Câștigat      |
| 1976 | Premiile Grammy        | Best Classical Vocal Soloist Performance                   | Classical Barbra                                 | Nominalizare  |
| 1977 | Premiile Grammy        | Best Pop Female Vocal Performance                          | "Evergreen" (from A Star Is Born)                | Câștigat      |
| 1977 | Premiile Grammy        | Song of the Year                                           | "Evergreen" (from A Star Is Born)                | Câștigat      |
| 1977 | Premiile Grammy        | Record of the Year                                         | "Evergreen" (from A Star Is Born)                | Nominalizare  |
| 1977 | Premiile Grammy        | Best Original Score – Motion Picture or Television Special | "Evergreen" (from A Star Is Born)                | Nominalizare  |
| 1977 | AGVA Georgie Award     | Singing Star of the Year                                   | —                                                | Câștigat      |
| 1978 | Premiile Grammy        | Best Pop Female Vocal Performance                          | "You Don't Bring Me Flowers" (with Neil Diamond) | Nominalizare  |
| 1979 | Premiile Grammy        | Record of the Year                                         | "You Don't Bring Me Flowers" (with Neil Diamond) | Nominalizare  |
| 1979 | Premiile Grammy        | Best Pop Vocal Performance – Duo, Group, or Chorus         | "You Don't Bring Me Flowers" (with Neil Diamond) | Nominalizare  |
| 1980 | Premiile Grammy        | Best Pop Vocal Performance – Duo, Group, or Chorus         | Guilty (with Barry Gibb)                         | Câștigat      |
| 1980 | Premiile Grammy        | Album of the Year                                          | Guilty (with Barry Gibb)                         | Nominalizare  |
| 1980 | Premiile Grammy        | Record of the Year                                         | "Woman in Love"                                  | Nominalizare  |
| 1980 | Premiile Grammy        | Best Pop Vocal Female Performance                          | "Woman in Love"                                  | Nominalizare  |
| 1980 | AGVA Georgie Awards    | Singing Star of the Year                                   | —                                                | Câștigat      |
| 1985 | People's Choice Awards | Favorite All-Around Female Entertainer                     | —                                                | Câștigat      |
| 1986 | Premiile Grammy        | Best Pop Vocal Female Performance                          | The Broadway Album                               | Câștigat      |
| 1986 | Premiile Grammy        | Album of the Year                                          | The Broadway Album                               | Nominalizare  |
| 1986 | Premiile Grammy        | Best Instrumental Arrangement Accompanying Vocal           | "Being Alive"                                    | Nominalizare  |
| 1987 | Premiile Grammy        | Best Pop Vocal Female Performance                          | One Voice                                        | Nominalizare  |
| 1987 | Premiile Grammy        | Best Music Video Performance                               | One Voice                                        | Nominalizare  |
| 1988 | People's Choice Awards | Favorite All-Time Musical Performer                        | —                                                | Câștigat      |
| 1991 | Premiile Grammy        | Best Traditional Pop Vocal Performance                     | "Warm All Over"                                  | Nominalizare  |
| 1992 | Premiile Grammy        | Grammy Legend Award                                        | —                                                | Special award |
| 1993 | Premiile Grammy        | Best Traditional Pop Vocal Performance                     | Back to Broadway                                 | Nominalizare  |
| 1994 | Premiile Grammy        | Grammy Lifetime Achievement Award                          | —                                                | Special award |
| 1994 | Premiile Grammy        | Best Traditional Pop Vocal Performance                     | Barbra: The Concert                              | Nominalizare  |
| 1994 | Premiile Grammy        | Best Pop Vocal Female Performance                          | "Ordinary Miracles"                              | Nominalizare  |
| 1997 | Premiile Grammy        | Best Pop Collaboration With Vocals                         | "Tell Him" (with Celine Dion)                    | Nominalizare  |
| 1997 | Premiile Grammy        | Best Pop Collaboration With Vocals                         | "I Finally Found Someone" (with Bryan Adams)     | Nominalizare  |
| 2000 | Premiile Grammy        | Best Traditional Pop Vocal Album                           | Timeless – Live In Concert                       | Nominalizare  |
| 2002 | Premiile Grammy        | Best Traditional Pop Vocal Album                           | Christmas Memories                               | Nominalizare  |
| 2003 | Premiile Grammy        | Best Traditional Pop Vocal Album                           | The Movie Album                                  | Nominalizare  |
| 2004 | Premiile Grammy        | Grammy Hall of Fame                                        | Funny Girl (Barbra Streisand and Sydney Chaplin) | Inducted      |
| 2006 | Premiile Grammy        | Grammy Hall of Fame                                        | The Barbra Streisand Album                       | Inducted      |
| 2007 | Premiile Grammy        | Best Traditional Pop Vocal Album                           | Live in Concert 2006                             | Nominalizare  |
| 2008 | Premiile Grammy        | Grammy Hall of Fame                                        | "The Way We Were"                                | Inducted      |
| 2011 | Premiile Grammy        | Best Traditional Pop Vocal Album                           | Love Is the Answer                               | Nominalizare  |
| 2012 | Premiile Grammy        | Best Traditional Pop Vocal Album                           | What Matters Most                                | Nominalizare  |

## Premii de film
| An   | Premiu                 | Categorie                                            | Lucrare                                                   | Rezultat      |
| ---- | ---------------------- | ---------------------------------------------------- | --------------------------------------------------------- | ------------- |
| 1969 | Premiile Oscar         | Best Actress                                         | Funny Girl                                                | Câștigat      |
| 1969 | Premiul Globul de Aur  | Best Actress in a Motion Picture (Comedy or Musical) | Funny Girl                                                | Câștigat      |
| 1970 | Premiul Globul de Aur  | Best Actress in a Motion Picture (Comedy or Musical) | Hello, Dolly!                                             | Nominalizare  |
| 1970 | Premiul Globul de Aur  | Henrietta World Film Favorite                        | —                                                         | Special award |
| 1971 | Premiul Globul de Aur  | Best Actress in a Motion Picture (Comedy or Musical) | The Owl and the Pussycat                                  | Nominalizare  |
| 1971 | Premiul Globul de Aur  | Henrietta World Film Favorite                        | —                                                         | Special award |
| 1974 | Premiile Oscar         | Best Actress                                         | The Way We Were                                           | Nominalizare  |
| 1974 | Premiul Globul de Aur  | Best Actress in a Motion Picture (Drama)             | The Way We Were                                           | Nominalizare  |
| 1975 | Premiul Globul de Aur  | Henrietta World Film Favorite                        | —                                                         | Special award |
| 1976 | Premiul Globul de Aur  | Best Actress in a Motion Picture (Comedy or Musical) | Funny Lady                                                | Nominalizare  |
| 1977 | Premiile Oscar         | Best Original Song                                   | "Evergreen" (from A Star Is Born)                         | Câștigat      |
| 1977 | Premiul Globul de Aur  | Best Actress in a Motion Picture (Comedy or Musical) | "Evergreen" (from A Star Is Born)                         | Câștigat      |
| 1977 | Premiul Globul de Aur  | Best Original Song                                   | "Evergreen" (from A Star Is Born)                         | Câștigat      |
| 1978 | Premiul Globul de Aur  | Henrietta World Film Favorite                        | —                                                         | Special award |
| 1984 | Premiul Globul de Aur  | Best Actress in a Motion Picture (Comedy or Musical) | Yentl                                                     | Nominalizare  |
| 1984 | Premiul Globul de Aur  | Best Director (Motion Picture)                       | Yentl                                                     | Câștigat      |
| 1984 | Premiul Globul de Aur  | Best Motion Picture (Comedy Or Musical)              | Yentl                                                     | Câștigat      |
| 1985 | Premiul Zmeura de Aur  | Golden Raspberry Award for Worst Actor               | Yentl                                                     | Nominalizare  |
| 1988 | Premiul Globul de Aur  | Best Actress in Motion Picture (Drama)               | Nuts                                                      | Nominalizare  |
| 1988 | Premiul Globul de Aur  | Best Motion Picture (Drama)                          | Nuts                                                      | Nominalizare  |
| 1992 | Premiile Oscar         | Best Picture                                         | The Prince of Tides                                       | Nominalizare  |
| 1992 | Premiul Globul de Aur  | Best Director (Motion Picture)                       | The Prince of Tides                                       | Nominalizare  |
| 1992 | Premiul Globul de Aur  | Best Motion Picture - (Drama)                        | The Prince of Tides                                       | Nominalizare  |
| 1997 | Premiile Oscar         | Best Original Song                                   | "I Finally Found Someone" (from The Mirror Has Two Faces) | Nominalizare  |
| 1997 | Premiul Globul de Aur  | Best Actress in a Motion Picture (Comedy or Musical) | The Mirror Has Two Faces                                  | Nominalizare  |
| 1997 | Premiul Globul de Aur  | Best Original Song                                   | "I Finally Found Someone" (from The Mirror Has Two Faces) | Nominalizare  |
| 2000 | Premiul Globul de Aur  | Cecil B. DeMille Award for Lifetime Achievement      | —                                                         | Special award |
| 2010 | Golden Raspberry Award | Golden Raspberry Award for Worst Supporting Actress  | Little Fockers                                            | Nominalizare  |
| 2012 | Golden Raspberry Award | Golden Raspberry Award for Worst Actress             | The Guilt Trip                                            | Nominalizare  |

## Apariții

### Broadway
| An        | Titlu                          | Note                                                                            |
| --------- | ------------------------------ | ------------------------------------------------------------------------------- |
| 1961–1963 | I Can Get It for You Wholesale | Nominalizare—Tony Award for Best Performance by a Featured Actress in a Musical |
| 1964–1965 | Funny Girl                     | Nominalizare—Tony Award for Best Leading Actress in a Musical                   |

### West End
| An   | Titlu      | Note                                                                    |
| ---- | ---------- | ----------------------------------------------------------------------- |
| 1966 | Funny Girl | 13 aprilie 1966 – 16 iulie 1966 at the Prince of Wales Theatre, London. |

### Special-uri de televiziune
| An   | Titlu                                                    | Note                                                     |
| ---- | -------------------------------------------------------- | -------------------------------------------------------- |
| 1965 | My Name Is Barbra                                        | Aired on CBS 28 aprilie 1965                             |
| 1966 | Color Me Barbra                                          | Aired on CBS 30 martie 1966                              |
| 1967 | The Belle of 14th Street                                 | Aired on CBS 11 octombrie 1967                           |
| 1968 | A Happening in Central Park                              | Aired on CBS 17 iunie 1967                               |
| 1973 | Barbra Streisand...And Other Musical Instruments         | Aired on CBS Nov 2, 1973                                 |
| 1975 | Funny Girl to Funny Lady                                 | Aired on ABC                                             |
| 1976 | Barbra: With One More Look at You                        |                                                          |
| 1983 | A Film Is Born: The Making of 'Yentl'                    |                                                          |
| 1986 | Putting it Together: The Making of The Broadway Album    |                                                          |
| 1986 | One Voice                                                |                                                          |
| 1994 | Barbra Streisand: The Concert                            | Also producer and director                               |
| 2001 | Barbra Streisand: Timeless                               | Aired on FOX 14 februarie 2001 (1 hour edited version)   |
| 2009 | Streisand: Live in Concert                               | Aired on CBS 25 aprilie 2009 (Filmed in Florida in 2006) |
| 2011 | Barbra Streisand: One Night Only at The Village Vanguard | Aired on PBS, premiered on 6 august 2011                 |
| 2012 | "Katie: Barbra is Back!"                                 | 25 septembrie 2012                                       |

## Turnee
| An        | Titlu                                 | Continente                    | Box-office benefits | Audiență totală |
| --------- | ------------------------------------- | ----------------------------- | ------------------- | --------------- |
| 1966      | An Evening with Barbra Streisand Tour | America de Nord               | $480.000            | 67.500          |
| 1993–94   | Barbra Streisand in Concert           | America de Nord and Europe    | $50 milioane        | 400.000         |
| 1999–2000 | Timeless                              | America de Nord and Australia | $70 milioane        | 200.000         |
| 2006–07   | Streisand                             | America de Nord and Europe    | $119,5 milioane     | 425.000         |
| 2012–13   | Barbra Live                           | America de Nord and Europe    | $66 milioane        | 254.958         |

## Discografie
| - 1963: The Barbra Streisand Album - 1963: The Second Barbra Streisand Album - 1964: The Third Album - 1964: People - 1965: My Name Is Barbra - 1965: My Name Is Barbra, Two... - 1966: Color Me Barbra - 1966: Je m'appelle Barbra - 1967: Simply Streisand - 1967: A Christmas Album - 1969: What About Today? - 1971: Stoney End - 1971: Barbra Joan Streisand - 1973: Barbra Streisand...And Other Musical Instruments - 1974: The Way We Were - 1974: ButterFly - 1975: Lazy Afternoon - 1976: Classical Barbra - 1976: A Star is Born | - 1977: Streisand Superman - 1978: Songbird - 1979: Wet - 1980: Guilty - 1981: Memories - 1984: Emotion - 1985: The Broadway Album - 1987: One Voice - 1988: Till I Loved You - 1993: Back to Broadway - 1997: Higher Ground - 1999: A Love Like Ours - 2001: Christmas Memories - 2003: The Movie Album - 2005: Guilty Pleasures - 2009: Love Is the Answer - 2011: What Matters Most - 2012: Release Me - 2013: Back to Brooklyn |

## Cărți
- 2010: My Passion for Design

## Filmografie
| An   | Titlu                              | Rol                                             | Note |
| ---- | ---------------------------------- | ----------------------------------------------- | --- |
| 1968 | Funny Girl                         | Fanny Brice                                     | Academy Award for Best Actress Tied with Katharine Hepburn for The Lion in Winter David di Donatello for Best Foreign Actress Tied with Mia Farrow for Rosemary's Baby Golden Globe Award for Best Actress – Motion Picture Musical or Comedy Nominalizare—BAFTA Award for Best Actress in a Leading Role |
| 1969 | Hello, Dolly!                      | Dolly Levi                                      | Nominalizare—BAFTA Award for Best Actress in a Leading Role Nominalizare—Golden Globe Award for Best Actress – Motion Picture Musical or Comedy |
| 1970 | On a Clear Day You Can See Forever | Daisy Gamble / Melinda Tentres                  | |
| 1970 | The Owl and the Pussycat           | Doris Wilgus / Wadsworth / Wellington / Waverly | Nominalizare—Golden Globe Award for Best Actress – Motion Picture Musical or Comedy |
| 1972 | What's Up, Doc?                    | Judy Maxwell                                    | |
| 1972 | Up the Sandbox                     | Margaret Reynolds                               | |
| 1973 | The Way We Were                    | Katie Morosky                                   | David di Donatello for Best Foreign Actress Tied with Tatum O'Neal for Paper Moon Nominalizare—Academy Award for Best Actress Nominalizare—BAFTA Award for Best Actress in a Leading Role Nominalizare—Golden Globe Award for Best Actress – Motion Picture Drama |
| 1974 | For Pete's Sake                    | Henrietta 'Henry' Robbins                       | |
| 1975 | Funny Lady                         | Fanny Brice                                     | Nominalizare—Golden Globe Award for Best Actress – Motion Picture Musical or Comedy |
| 1976 | A Star Is Born                     | Esther Hoffman Howard                           | Academy Award for Best Original Song Shared with Paul Williams (lyrics) for the song "Evergreen (Love Theme from A Star Is Born)" Golden Globe Award for Best Actress – Motion Picture Musical or Comedy Golden Globe Award for Best Original Song Shared with Paul Williams (lyrics) for the song "Evergreen (Love Theme from A Star Is Born)" Nominalizare—BAFTA Award for Best Film Music Shared with Paul Williams, Kenneth Ascher, Rupert Holmes, Leon Russell, Kenny Loggins, Alan Bergman, Marilyn Bergman, Donna Weiss |
| 1979 | The Main Event                     | Hillary Kramer                                  | |
| 1981 | All Night Long                     | Cheryl Gibbons                                  | Nominalizare—Razzie Award for Worst Actress |
| 1983 | Yentl                              | Yentl Mendel / Anshel Mendel                    | also director, producer, and co-writer Golden Globe Award for Best Director Special Nastro d'Argento for Best New Foreign Director Nominalizare—Golden Globe Award for Best Actress – Motion Picture Musical or Comedy Nominalizare—Razzie Award for Worst Actor |
| 1987 | Nuts                               | Claudia Faith Draper                            | Nominalizare—Golden Globe Award for Best Actress – Motion Picture Drama |
| 1991 | The Prince of Tides                | Dr. Susan Lowenstein                            | also director and producer Nominalizare—Academy Award for Best Picture Shared with Andrew S. Karsch Nominalizare—Directors Guild of America Award Nominalizare—Golden Globe Award for Best Director |
| 1996 | The Mirror Has Two Faces           | Rose Morgan                                     | also director and producer Nominalizare—Academy Award for Best Original Song Shared with Marvin Hamlisch, Robert John Lange and Bryan Adams for the song "I Finally Found Someone" Nominalizare—Golden Globe Award for Best Actress – Motion Picture Musical or Comedy Nominalizare—Golden Globe Award for Best Original Song Shared with Marvin Hamlisch, Robert John Lange and Bryan Adams for the song "I Finally Found Someone"                                                                                            |
| 2004 | Meet the Fockers                   | Roz Focker                                      | |
| 2010 | Little Fockers                     | Roz Focker                                      | Nominalizare—Razzie Award for Worst Supporting Actress |
| 2012 | The Guilt Trip                     | Joyce Brewster                                  | Nominalizare—Razzie Award for Worst Actress |